# Джэксон (округ, Миннесота)
Джэ́ксон (англ. Jackson County) — округ в штате Миннесота, США. Административный центр и крупнейший город — Джэксон. По переписи 2000 года в округе проживают 11 268 человек. Площадь — 1863 км², из которых 1817 км² — суша, а 46 км² — вода. Плотность населения составляет 6 чел./км².

## История
Округ был основан в 1857 году.